# Bahnhof Schlüchtern
Der Bahnhof Schlüchtern ist ein Bahnhof oberhalb der Stadt Schlüchtern an der Bahnstrecke Frankfurt–Göttingen in Hessen.

## Geschichte
Der Bahnhof wurde am 15. Dezember 1868 mit der Eröffnung des Streckenabschnitts Neuhof–Steinau (Straße) der Kinzigtalbahn eröffnet. Die Kinzigtalbahn ist Teil des zunächst kurhessischen, später preußischen Eisenbahnprojektes „Frankfurt-Bebraer Eisenbahn“. Zum Abzweigbahnhof wurde der Bahnhof 1914 mit der Eröffnung des Schlüchterner Tunnels, der das Kehrtmachen der Züge im Bahnhof Elm erübrigte.
Eine 2018 geplante Modernisierung konnte mangels Angeboten nach Ausschreibung nicht durchgeführt werden. Die Bauarbeiten sollten dann Ende 2020 beginnen und bis September 2021 laufen. Die Stadt Schlüchtern sollte sich mit rund 350.000 Euro an den Kosten beteiligen. Tatsächlich begannen die Bauarbeiten dann im Februar 2021 und sollten bis Oktober 2021 abgeschlossen sein. Die Arbeiten verzögerten sich allerdings in der Folge. Zunächst hieß es, dass diese im Juni 2022 abgeschlossen würden. Im August 2022 hieß es schließlich, dass die endgültige Abschluss erst im Jahr 2025 möglich sein würde, da für die Arbeiten am Mittelbahnsteig eine Vollsperrung vonnöten sei. Und die wiederum benötige ein Vorlaufzeit von drei Jahren.

## Bahnhofsanlage

### Gleise
Der Bahnhof verfügt über vier Bahnsteiggleise: einen Haus-, einen Insel- und einen Seitenbahnsteig. Der Hausbahnsteig (Gleis 1) wird ausschließlich von den Regionalbahnen der Relation Schlüchtern–Jossa–Gemünden–Würzburg Hbf–Schweinfurt Hbf–Bamberg angefahren, die hier beginnen und enden. Der Mittelbahnsteig (Gleise 2 und 4) dient den Regional-Express-Zügen der Relation Frankfurt–Fulda. Der Seitenbahnsteig (Gleis 5) wird nur selten genutzt. Daneben gibt es mehrere Abstellgleise und einen Gleisanschluss. Etwa 3 km östlich des Bahnhofs beginnt der Schlüchterner Tunnel durch den Distelrasen.
Die durchgehenden Hauptgleise sind mit bis zu 110 km/h befahrbar.
Im Mai 2020 genehmigte das Eisenbahn-Bundesamt, die Oberleitung über den Gleisen 206 und 207 zurückzubauen.

### Empfangsgebäude

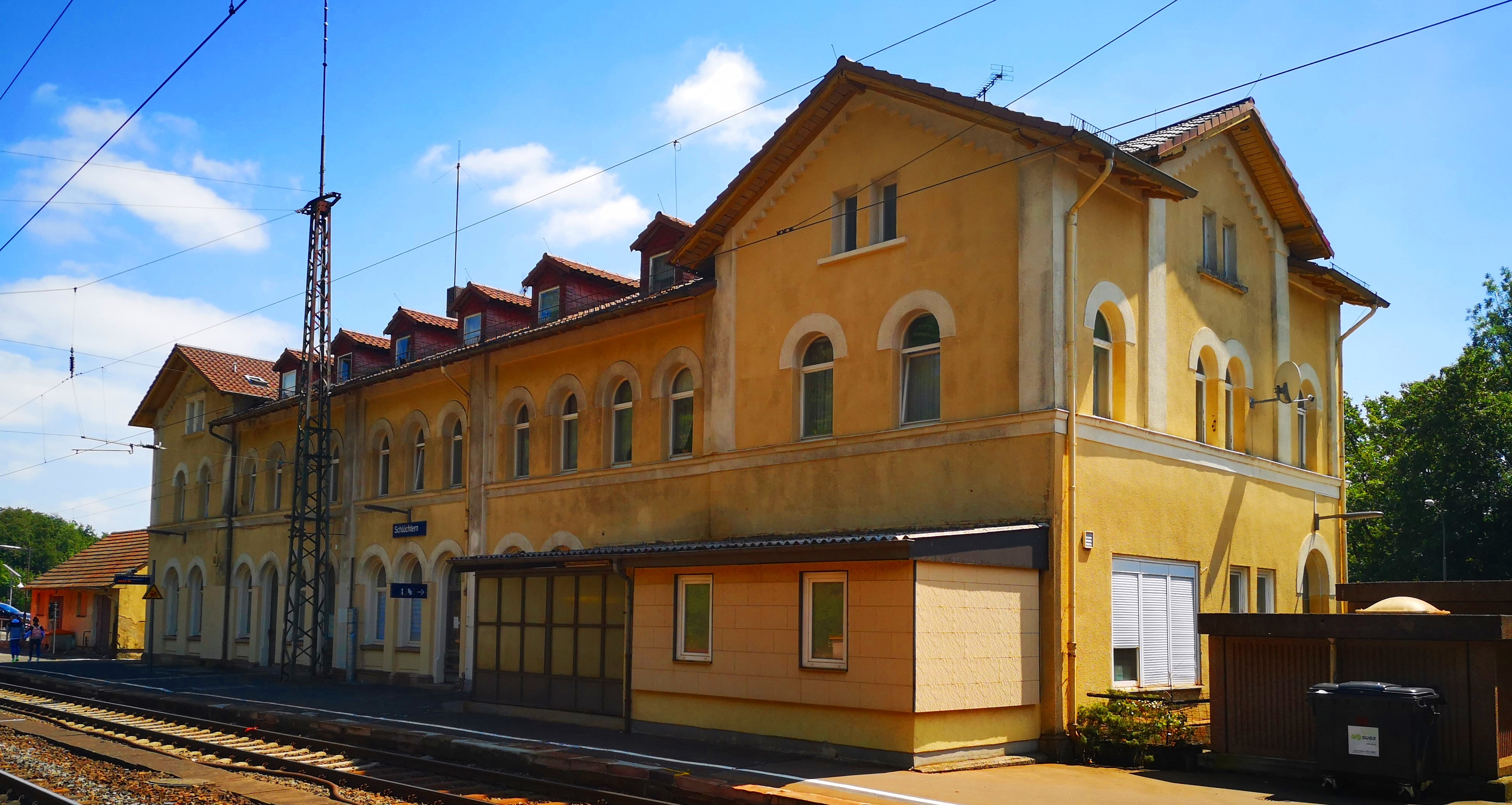
Bahnhof Schlüchtern, Empfangsgebäude

Das Empfangsgebäude des Bahnhofs von 1868 ist ein Kulturdenkmal nach dem Hessischen Denkmalschutzgesetz. Der variierte Typenbau am Hang oberhalb der Stadt südlich der Gleise, ein zweigeschossiger Backsteinbau, hat einen H-förmigen Grundriss mit völlig symmetrisch gestalteter Fassade. Der Güterschuppen ist westlich vorgelagert. Die Schutzbauten für die Fußgängerunterführung aus Stahl und Glas mit Formen des Jugendstils stammen aus dem Jahr 1910.

## Verkehr
Schlüchtern liegt im Tarifgebiet des Rhein-Main-Verkehrsverbundes (RMV). Stündlich wird der Bahnhof von Regional-Express-Zügen der Relation Fulda–Frankfurt am Main bedient. Des Weiteren beginnt in Schlüchtern im Zweistundentakt eine Regionalbahn in Richtung Würzburg über Jossa und Gemünden am Main.
Im Sommer 2018 begann die Regionalbahnlinie baustellenbedingt in Neuhof bzw. Fulda. Schlüchtern war über einen Umstieg in Flieden zu erreichen.
Am Bahnhof Schlüchtern hielt werktags (außer samstags) um 5.56 Uhr ein IC der Linie 50 E (Bebra–Fulda–Frankfurt Hbf). Montags kam dieser Zug von Berlin Gesundbrunnen. Der Gegenzug verkehrte montags bis donnerstags um 19.09 Uhr, Montag bis Mittwoch endete er in Fulda und Donnerstag in Berlin Südkreuz, dabei fuhr er über Kassel-Wilhelmshöhe, Göttingen und Hildesheim. Im Fahrplanjahr 2024 hielt dieser Zug nicht mehr in Schlüchtern.
| Linie Zuggattung | Zuglauf | Taktfrequenz                |
| ---------------- | --- | --------------------------- |
| RE 5             | Kinzigtalbahn: Frankfurt (Main) Hbf – Frankfurt (Main) Süd – Hanau Hbf – Bad Soden-Salmünster – Schlüchtern – Fulda – Hünfeld – Bad Hersfeld – Bebra Stand: Fahrplanwechsel Dezember 2021 | einzelne Züge               |
| RE 50            | Kinzigtalbahn: Frankfurt (Main) Hbf – Frankfurt (Main) Süd – Offenbach (Main) Hbf – Hanau Hbf – Langenselbold – Gelnhausen – Wächtersbach – Bad Soden-Salmünster – Steinau (Straße) – Schlüchtern – Flieden – Neuhof (Kr Fulda) – Fulda (– Hünfeld – Bad Hersfeld – Bebra) (einzelne Züge) Stand: Fahrplanwechsel Dezember 2021 | 60 min (Verstärker zur HVZ) |
| RB 53            | Mainfrankenbahn: Schlüchtern – Sterbfritz – Jossa – Obersinn – Mittelsinn – Burgsinn – Rieneck – Gemünden (Main) – Wernfeld – Karlstadt (Main) – Himmelstadt – Retzbach-Zellingen – Thüngersheim – Veitshöchheim – Würzburg-Zell – Würzburg Hbf – Rottendorf – Seligenstadt (b Würzburg) – Bergtheim – Eßleben – Waigolshausen – Schweinfurt Hbf – Schweinfurt Mitte – Schweinfurt Stadt – Schonungen – Haßfurt – Zeil – Ebelsbach-Eltmann – Oberhaid – Bamberg Stand: Fahrplanwechsel Dezember 2021 | 120 min                     |

Zudem bietet der Busbahnhof auf dem Bahnhofsvorplatz Anschlüsse in verschiedene Richtungen:
| Buslinie | Weg                                                                          | Betreiber                         |
| -------- | ---------------------------------------------------------------------------- | --------------------------------- |
| MKK-90   | Bad Soden-Salmünster – Romsthal – Steinau – Schlüchtern                      | Verkehrsgesellschaft Region Fulda |
| MKK-91   | Sterbfritz – Vollmerz – Herolz – Schlüchtern                                 | Verkehrsgesellschaft Region Fulda |
| MKK-92   | Ringbus Schlüchtern – Elm – Herolz – Vollmerz – Gundheim – Hutten und zurück | Verkehrsgesellschaft Region Fulda |
| MKK-93   | Schlüchtern – Elm – Vollmerz – Schlüchtern                                   | Verkehrsgesellschaft Region Fulda |
| MKK-95   | Bad Soden-Salmünster – Kerbersdorf – (Freiensteinau) – Schlüchtern           | Verkehrsgesellschaft Region Fulda |
| MKK-98   | Reinhards – Hintersteinau – Wallroth – Klosterhöfe – Schlüchtern             | Verkehrsgesellschaft Region Fulda |